# Cross Roads (West Yorkshire)
Cross Roads – wieś w Anglii, w hrabstwie West Yorkshire. Leży 26 km na zachód od miasta Leeds i 286 km na północny zachód od Londynu.